# 陳玉珍 (朱德夫人)

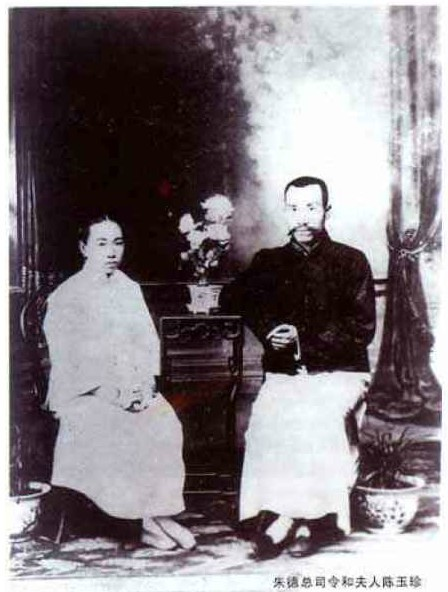
朱德與夫人陳玉珍

陳玉珍（1899年—1967年11月），四川省南溪縣人，她是朱德元帥的第三位夫人，四川南溪簡易師範學校畢業。民國六年（1917年）6月與朱德結婚。

## 生平
- 朱德在同美國女作家艾格尼絲·史沫特萊談論他的婚姻時講陳玉珍：“最吸引我的地方，大概是她的端莊，沉著和自信，此外，還因為她曾作為地下工作者參加過辛亥和1916年革命。她出身於一個小康讀書人家，很早就和革命運動有了接觸，我們在談話之中，發現彼此都讀過很多書，都愛好音樂”。後來，朱德應楊森遨請，1922年5月告別陳玉珍，來到重慶，夫妻分別，9月從上海乘法國郵船赴歐洲。
- 1926年7月，朱德從海參崴乘船轉道日本回國。回到上海，即由陳獨秀派到楊森的川軍里做兵運工作，以策應國民革命軍北伐。朱德到萬縣見了楊森，向楊說明了國內大勢，要他脫離北洋政府，轉向國民革命。8月，朱德又抽空回到瀘州、南溪，回南溪家中與妻兒團聚。他與陳玉珍已分別四年多了，朱琦已在陳玉珍的悉心照料下度過了他的童年。朱德把陳玉珍和朱琦接到了萬縣，後來帶他們到了武漢，又由武漢到了南昌。1927年八一南昌起事前夕，朱德才派人把陳玉珍和朱琦送回了四川[2]。
- 1937年9月，朱德在山西抗戰前線回信給陳玉珍說：“知道你十年的苦況，如同一日。家中支持多賴你奮鬥，我對革命盡責，對家庭感情較薄亦是常情，望你諒之”。
- 1950年，陳玉珍夫人在漢口與朱德相見。別後，朱德給她寫信說：「玉珍：自別後，你多受驚恐，無日不神飛左右，你的深情，我是深知的。謝謝你。我們分別是為了革命所需，不是其它。今日南溪已得到解放，你們是能家居做事的，當無他顧慮，努力從事生產，自能享受余年，亦應努力參加革命工作，為人民服務，更多光榮。南溪當道，今日當然是我們的同志，無論軍政黨都是保護你們的，多與他們見面，如果在南昌時一樣態度對之，自然使你們逐步走上革命道路。你們家中串亦可如此好好解決。我今年六十又四，食少事繁，身體日弱，個人私情、家事等等．不能不使我置之度外，望你好自為之，自作主張。來信云，你事繁任重，希望你努力加餐，為國珍重，將我和家鄉忘掉好了，這是你真正的名言，是真知我愛我的。今後如有十分困難時，當托同志照顧一切，如能自立總以自立為是。你的侄兒女輩，如有革命志願，家中不依靠他們為生活的，我可介紹培植為社會服務的有用人才。祝你的身體好，並祝你的伯母健康。朱德（50年）二月十日夜」[3]
- 1967年11月，陳玉珍在南溪病逝。

### 撫育朱寶書
朱德與早逝的前妻肖菊芳的兒子朱寶書，尚在嬰兒期，隨著朱德在南溪官倉街安了家。朱德赴歐洲後，朱寶書在南溪，由繼母陳玉珍對之養育管教，這位受過師範教育，充滿個性化人格的媽媽，對孩子不歧視，也不驕慣，該教的就教，該管的就管。南溪一些與朱寶書同時代的人在八十年代時還談起，陳玉珍與朱寶書，當時根本就看不出是繼母子的關係。 五十年代中期，這位由陳玉珍撫育教養了十多年的兒子，曾到南溪的家中，陪伴母親住了幾十天，以盡人子之孝。中共南溪縣委黨史研究室主編的《中共南溪縣地方黨史大事記（1949－1966）》一書中是這樣記述的：「1956年12月，中央鐵道部鐵路管理司司長朱琪（即朱寶書）受父親朱德委員長之託，專程前往南溪拜會縣委、縣人委，特意走訪了朱德當年在南溪的舊居（現在南溪鎮官倉街103號），並安撫了後母陳玉珍」。

### 交糧
朱德在滇軍當團長時，與南溪城內陳玉珍結婚，購置了一些房產和西關外一大片水田，在南溪城內頗有勢力和影響。征糧工作開始後，陳家所在的保內無人交糧，都以陳家為榜樣，她不交，別人也不交．縣政府為此專門組織一個小組去做工作，請陳家帶頭交糧。在此之前，劉元奎和川南行署副主任劉披雲專程去拜訪過她．經過縣政府和工作組的反覆宣傳，以及她娘家的表侄女曾曉玉做工作（曾曉玉後參軍，在宣傳隊工作，後在北京），陳家帶頭交了糧．其他糧戶也紛紛交糧，很快完成了任務。

## 南溪縣朱德舊居
朱德在南溪的舊居，位於南溪縣城官倉街，復四合院式民居院落，建築面積776平方米，分為臨街房、堂屋和後院三幢，其屋面均為木結構單檐硬山頂。臨街房，面闊六間22.5米，開間為雙大門（俗稱朝門），各配兩暗間，進深10米，穿斗式五穿九柱樑架。堂屋房，梁架、間闊與臨街房同，素面台基高0.45米，垂帶式踏道三級。後院房，四穿五柱穿斗式梁架，進深7米，面闊22.5米。三幢屋面均覆以小青瓦，就其建築形制看，具有清代庭院式民居院落風格。其現狀保存基本完好。現住有居民10戶。民國五年（1916年），朱德隨蔡鍔入川討袁駐防瀘州，次年經人介紹與南溪的陳玉珍結婚，朱德住此達七年之久，其後陳玉珍即定居此地，直到1967年11月病逝。現故居後花園內還保存有朱德當年種植的茶花一株。1988年7月，南溪縣人民政府公布為文物保護單位。